# Heteroseksualni um i drugi eseji
Heterosekaualni um i drugi eseji zbirka je eseja Monique Wittig (1992.).
Zbirka je prevedena na francuski kao La Pensée straight 2001. Naslovni esej, "Heteroseksualni um" (Straight Mind), dostavljen je godišnjoj konvenciji Asocijacije modernih jezika 1978.

## Sažetak
U travnju 1979. Wittig je iznijela svoj esej "Straight Mind", kao jutarnju uvodnu riječ na događaju Barnard Collegea, "The Scholar and Feminist Conference, The Future of Difference". Esej se pojavio na francuskom jeziku u Question Feministe, gdje se urednički kolektiv, koji je uključivao Wittiga, usidrio oko "lezbijskog pitanja" što je dovelo do raspada kolektiva i prestanka objavljivanja. Također se pojavio na engleskom u Feminist Issues.
"Nitko se ne rađa kao žena", objavljena u rujnu 1979. na "Konferenciji o 30. obljetnici drugog spola" održanoj na Sveučilištu New York, preuzima ishode feminističkih političkih vizija Simone de Beauvoir za lezbijke. Wittig piše: "Lezbijke nisu žene", pod pretpostavkom da pojam "žena" definiraju muškarci. Štoviše, lezbijke uspoređuje s odbjeglim robovima.
"Trojanski konj", objašnjava svoju teoriju književnosti kao "ratni stroj", ponavljajući Gillesa Deleuzea.